# Паттон, Уоллер Тэзвелл
Уоллер Тэзвелл Паттон (англ. Waller Tazewell Patton; 15 июля 1835, Фредериксберг, Виргиния — 21 июля 1863, Геттисберг, Пенсильвания) — американский профессор, юрист и офицер армии Конфедеративных Штатов Америки в годы Гражданской войны в США. Был тяжело ранен под Геттисбергом во время атаки Пикетта и умер спустя две недели.

## Ранние годы
Уоллер Паттон родился 15 июля 1835 года во Фредериксберге (штат Виргиния) в хорошо известной в то время семье. Его назвали в честь Литтлтона Уоллера Тэзвелла, губернатора Виргинии. Его отец, Джон Мерсер Паттон, член Совета Штата, был губернатором в марте 1841 года. Один из его предков, Хью Мерсер, служил генералом в годы Американской Революции. Его братом был генерал Конфедерации Джордж Паттон-старший.
Паттон окончил Вирджинский военный институт в 1855 году, вторым из класса в 16 кадетов. Еще в институте, с 1852 по 1854 год он служил ассистентом профессора латыни. Он также служил лейтенантом кадетского корпуса. После института он стал преподавать тактику, работал ассистентом профессора математики и ассистентом инструктора по тактике. Паттон изучал право и сдал квалификационный экзамен, после чего начал юридическую практику в Калпепере (Виргиния). Командовал калпеперским ополчением.

## Гражданская война
После сецессии Виргинии и начала Гражданской войны, весной 1861 года Паттон записался в армию Конфедерации и был избран в майоры в 7-й Виргинский пехотный полк, где подполковником служил его двоюродный брат Льюис Уильямс-младший. 27 апреля 1862 года, после перевода Уильямса в другой полк, Паттон был повышен до подполковника. В июне 1862 года командир полка Джеймс Кемпер был повышен до командира бригады, и освободившееся место командира полка досталось Паттону. В этой должности он принял участие во Втором Сражении при Булл-Ран и был тяжело ранен 30 августа 1862 года. До конца года он восстанавливал здоровье во Фредериксберге. В 1863 году его избрали в Сенат Виргинии, но Паттон предпочёл вернуться в свой полк.
Весной 1863 года его полк располагался в Южной Каролине, а летом — с начала Геттисбергской кампании — Паттон повёл свой полк на север, в Пенсильванию. Полк находился в составе бригады Джеймса Кемпера, в дивизии Джорджа Пикетта.
3 июля 1863 года под Геттисбергом бригада Кемпера наступала на правом фланге во время атаки Пикетта. Полковник Паттон был тяжело ранен во время атаки, осколок снаряда попал ему в голову и вырвал кусок челюсти. Он умер в госпитале 21 июля 1863 года. В том же бою погиб и его кузен Льюис Уильямс-мл., командовавший другим вирджинским полком в дивизии Пикетта. Его старший брат, Джордж Смит Паттон, был убит 19 сентября 1864 года в третьем Сражении при Винчестере во время Кампании в долине Шанандоа (1864). Джордж и Уоллер Паттоны были похоронены на кладбище Стоунолл-Семетери, части кладбища Маунт-Хеброн, в Винчестере. Еще четыре его брата также служили офицерами в армии Конфедерации: полковник Джон Мерсер Паттон, полковник Айзек Паттон, лейтенант Джеймс Паттон и лейтенант Хью Мерсер Паттон.

## Память
Роль генерала Уоллера Паттона была дважды исполнена в кинематографе медиамагнатом Тедом Тёрнером — в художественных фильмах «Геттисберг» (1993) и «Боги и генералы» (2003).